# 維奧拉 (堪薩斯州)
維奧拉（英語：Viola）是一個位於美國堪薩斯州塞奇威克縣的城市。

## 地方資料
根據2020年美國人口普查的數據，維奧拉的面積為0.43平方千米，當中陸地面積為0.43平方千米，而水域面積為0.00平方千米。當地共有人口115人，而人口密度為每平方千米267.44人。